# Le Mesnil-Eury
Le Mesnil-Eury is een gemeente in het Franse departement Manche (regio Normandië) en telt 150 inwoners (1999). De plaats maakt deel uit van het arrondissement Saint-Lô.

## Geografie
De oppervlakte van Le Mesnil-Eury bedraagt 3,5 km², de bevolkingsdichtheid is 42,9 inwoners per km².
De onderstaande kaart toont de ligging van Le Mesnil-Eury met de belangrijkste infrastructuur en aangrenzende gemeenten.

## Demografie
Onderstaande figuur toont het verloop van het inwonertal (bron: INSEE-tellingen).

1. ↑  Populations de référence 2022.